# HINA
HINA (Hrvatska izvještajna novinska agencija) est une agence de presse croate fondée en 1990. L'entreprise est située à Zagreb et son rédacteur en chef est actuellement Darko Odorčić.